# Canis etruscus
Canis etruscus (Lupo etrusco) è una specie estinta di canide lupino che era originario del Mediterraneo nel Pleistocene inferiore. Il lupo etrusco viene descritto come un piccolo lupo della taglia di un cane. Questo piccolo lupo è classificato nella famiglia dei canidi come l'antenato del lupo di Mosbach (C. mosbachensis) a sua volta antenato del lupo grigio (C.lupus).

## Classificazione

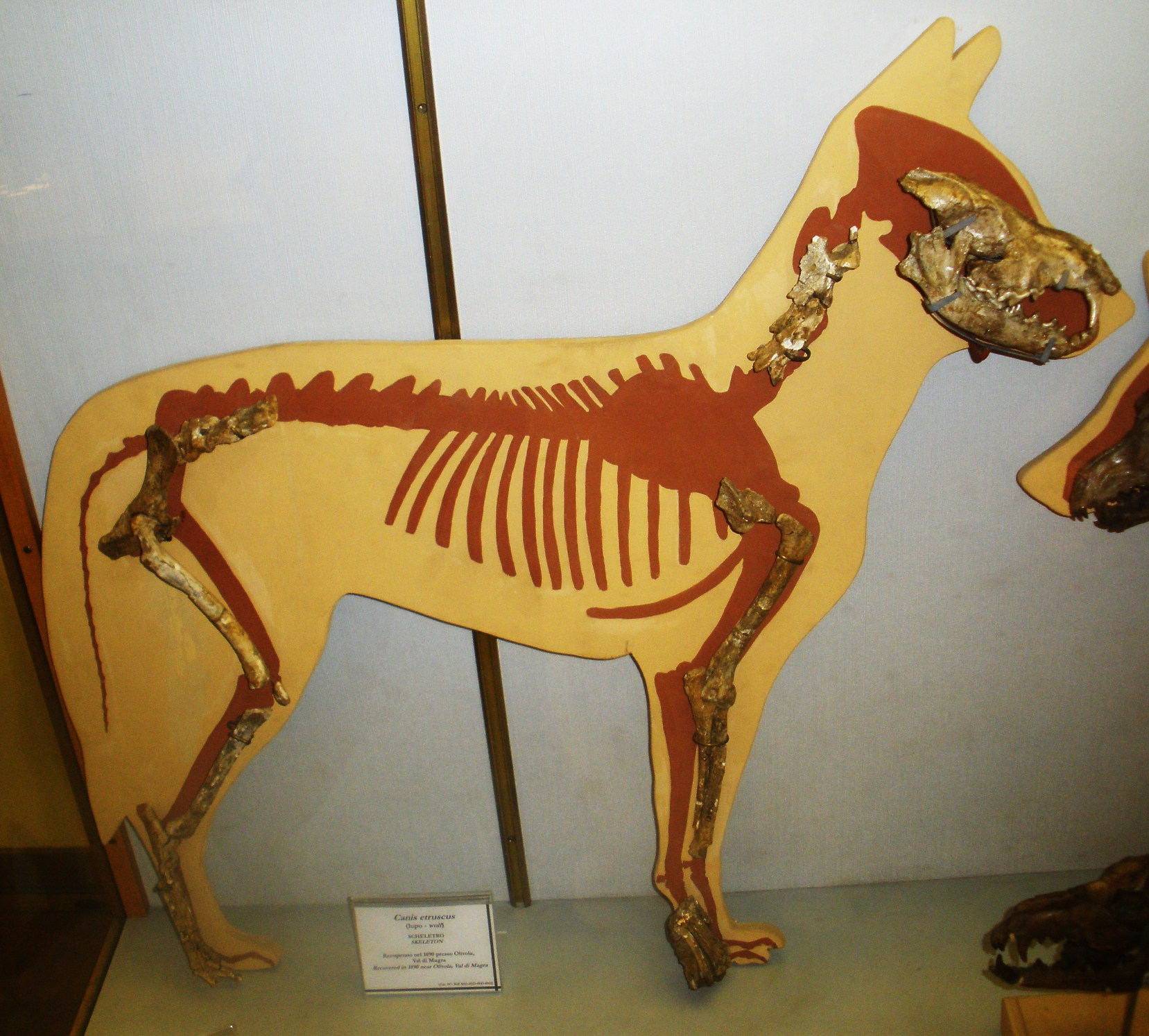
Scheletro montato incompleto, Museo di Paleontologia di Firenze

I reperti fossili degli antichi vertebrati sono composti da frammenti ossei, ma è spesso probabile trovare frammenti da cui non si possono trarre informazioni sull'essere. I ricercatori si basano sulla analisi morfologica, ma è comunque difficile stimare le variazioni e relazioni fra specie che sono esistite in diverse epoche e diversi luoghi. Alcune osservazioni sono discussi dai ricercatori che non sempre accettano, e ipotesi che sono accettate da alcuni sono messe in discussione da altri. Molte specie della famiglia Caninae del Pleistocene in Europa sono stati descritti dagli esperti. La maggior parte delle relazioni sistematiche e filogenetica non è stata spiegata per si è ritenuto che la loro morfologia sia simile.
L'area del Valdarno superiore è situato nelle province di Firenze e Arezzo. La zona confina a nord e a est con la dorsale del Pratomagno e a sud e ad ovest con le colline del Chianti. Il Bacino del Valdarno superiore è provvisto di tre specie fossili di canidi risalenti al periodo villafranchiano superiore, cioè 1,9-1,8 milioni di anni fa (quando un gigantesco cambiamento climatico, che ebbe come conseguenza l'estinzione di molti animali e piante dell'epoca). Il paleontologo svizzero Charles Immanuel Forsyth Major scoprì due specie diverse in questa regione, che erano lo xenocione, che era successivamente classificato come Lycaon falconeri, e il più snello Canis etruscus. Forsyth Major però non completò la descrizione dettagliata di questo reperto, cosa che fu ripresa dal paleontologo Domenico Del Campana che capì di avere davanti una nuova specie semplicemente per la sua taglia da sciacallo rispetto al lupo etrusco che era grande quanto un lupo. In seguito questa specie fu ribattezzata nel 1913 sempre dallo stesso ricercatore il Canis arnensis.

## Tipo nomenclaturale
Il lectotipo è una mandibola, rinvenuta da una località sconosciuta nella Valdarno superiore, e conservato al Museo paleontologico di Montevarchi. L'esemplare del cranio è stato deciso come lectotipo dal paleontologo italiano Danilo Torre basandosi sull'esemplare descritto da Forsyth Major.

## Canis Apolloniensis
Un esemplare di Canis apolloniensis è stato rinvenuto nel 1997 nella grotta di Petralona, vicino al villaggio di Nea Apollonia, Macedonia. È costituita da un cranio e da una mandibola. Nel 2011 uno studio più profondo fece un paragone fra tutti i 55 esemplari simili al lupo e si è scoperta che la numerosità di quest'ultimi era vasta quanto quella del lupo di quest'oggi. Si è ritrovati due principali famiglie che sono quella del cane dell'Arno, nel quale appartengono C. accitanus e C. senezensis, e quella del lupo etrusco al quale appartiene il C. apolloniensis.

## Famiglia di appartenenza
Questo grosso canide apparve nel Pliocene medio circa 3 milioni di anni fa nel bacino dello Yushi, nella provincia di Shanxi in CINA. Verso 2,5 milioni di anni fa si era già diffuso nella regione dalla Cina settentrionale all'attuale Tagikistan. In Europa si diffuse verso 1,9-1,8 milioni di anni fa. Nella famiglia di questo canide appartengono il lupo di Mosbach e in seguito al lupo grigio.

## Paleoecologia
Come prima specie apparve il Canis etruscus, seguito dal Canis arnensis e dal Lycaon falconeri e anche dalla gigantesca iena Pachycrocuta. Essi erano più adatti alle vaste pianure, paesaggi asciutti al contrario dei loro antenati, altri due canidi primitivi: l'eucione e il nittereute.

## Descrizione
Era un lupo di media grandezza, con un muso allungato, delle mascelle più grandi quanto quelle di un lupo grigio, il torace più grande. Il Canis arnensis aveva più caratteristiche in comune con il lupo grigio più del Canis etruscus.

## Territorio
Comprendeva tutta l'Eurasia a partire dalla Spagna alla Cina.

## Estinzione
Il lupo etrusco e il cane dell'Arno scomparirono entrambi dalle tracce fossili italiane verso 1,5 milioni di anni fa.